# Clasificación de AFC y OFC para la Copa Mundial de Fútbol de 1978
En la fase de clasificación para la Copa Mundial de Fútbol de 1978 celebrado en Argentina, la AFC y la OFC disponía de una plaza (de las 16 totales del mundial), a la que aspiraban un total de 22 equipos. Sin embargo Vietnam del Sur sería anexionada por Vietnam, tras lo cual el número se redujo a 21, y más tarde a 17, con las respectivas deserciones de Sri Lanka, Corea del Norte, Irak y EAU. Se realizó un torneo dividido en dos rondas:
- La primera ronda: comprendía a cuatro grupos de la de la AFC y uno de la OFC. Cada grupo tenía diferentes normas, de la siguiente forma:
  - Grupo 1 de la AFC en un principio tenía 6 equipos, pero Sri Lanka se retiró. Los equipos jugarían una liguilla, siendo todos los partidos en Singapur. Los dos primeros jugarían otro encuentro, también en Singapur. El vencedor pasaría a la ronda final.
  - Grupo 2 y 3 de la AFC tenía 4 equipos cada uno, aunque se quedaron en 3 al retirarse Corea del Norte del grupo 2 e Irak del grupo 3. Los equipos jugarían una liguilla. Los primeros de grupo pasarían a la ronda final.
  - Grupo 4 de la AFC tenía 4 equipos, aunque se quedó con 3 equipos al retirarse EAU. Los equipos jugarían una liguilla, siendo todos los partidos en Catar. El vencedor pasaría a la ronda final.
  - Grupo 1 de la OFC tenía 3 equipos. Los equipos jugarían una liguilla. El vencedor pasaría a la ronda final.
- Ronda final: Con los 5 equipos restantes se formó un grupo jugándose una liguilla a doble partido. El vencedor se clasificaría para el mundial.

## Primera Ronda

### AFC

#### Grupo 1
| Equipo    | Pts      | PJ       | PG       | PE       | PP       | GF       | GC       | Dif      |
| --------- | -------- | -------- | -------- | -------- | -------- | -------- | -------- | -------- |
| Hong Kong | 6        | 4        | 2        | 2        | 0        | 9        | 5        | 4        |
| Singapur  | 5        | 4        | 2        | 1        | 1        | 5        | 6        | -1       |
| Malasia   | 4        | 4        | 1        | 2        | 1        | 7        | 6        | 1        |
| Indonesia | 3        | 4        | 1        | 1        | 2        | 7        | 7        | 0        |
| Tailandia | 2        | 4        | 1        | 0        | 3        | 8        | 12       | -4       |
| Sri Lanka | Abandonó | Abandonó | Abandonó | Abandonó | Abandonó | Abandonó | Abandonó | Abandonó |

| 27-2-1977 | Singapur                          | 2–0 | Tailandia | National, Singapur                                   |                                                      |
|           | Quah Kim Song 48' · Rajagopal 70' |     |           | Asistencia: 55.000 espectadores Árbitro(s): Boskovic | Asistencia: 55.000 espectadores Árbitro(s): Boskovic |

| 28-2-1977 | Hong Kong                                                                            | 4–1 | Indonesia          | National, Singapur |                    |
|           | Chung Chor Wai 61' (pen.) · Wun Chee Keung 67' · Kwok Ka Ming 71' · Lau Wing Yip 83' |     | Waskito Kaihun 12' | Árbitro(s): Namdar | Árbitro(s): Namdar |

| 1-3-1977 | Malasia                                   | 6–4 | Tailandia                                          | National, Singapur |                 |
|          | James 15' 38' 51' 60' · Isa Bakar 17' 19' |     | Na phatalung 24' 67' · Laohakul 86' · Srisawat 88' | Árbitro(s): Vaz    | Árbitro(s): Vaz |

| 2-3-1977 | Singapur                              | 2–2 | Hong Kong              | National, Singapur  |                     |
|          | Quah Kim Song 37' · Dollah Kassim 70' |     | Wun Chee Keung 19' 51' | Árbitro(s): Harries | Árbitro(s): Harries |

| 3-3-1977 | Indonesia | 0–0 | Malasia | National, Singapur |  |
|          |           |     |         | Árbitro(s): Asami  |  |

| 5-3-1977 | Hong Kong                             | 2–1 | Tailandia    | National, Singapur      |                         |
|          | Kwok Ka Ming 49' · Chung Chor Wai 81' |     | Laohakul 55' | Árbitro(s): Kim Joo-Won | Árbitro(s): Kim Joo-Won |

| 6-3-1977 | Singapur                        | 1–0 | Malasia | National, Singapur |                   |
|          | Mohammad Noh Hussein 31' (pen.) |     |         | Árbitro(s): Asami  | Árbitro(s): Asami |

| 7-3-1977 | Tailandia                                               | 3–2 | Indonesia                            | National, Singapur   |                      |
|          | Chaiyabutr 27' · Na Phatalung 30' (pen.) · Srisawat 36' |     | Risdianto 44' · Junaedi Abdillah 70' | Árbitro(s): Alex Vaz | Árbitro(s): Alex Vaz |

| 8-3-1977 | Malasia        | 1–1 | Hong Kong         | National, Singapur  |                     |
|          | Bakri Ibni 78' |     | Fung Chi Ming 15' | Árbitro(s): Harries | Árbitro(s): Harries |

| 9-3-1977 | Singapur | 0–4 | Indonesia                                            | National, Singapur      |                         |
|          |          |     | Pattinasarany 4' · Asmara 13' · Lala 26' · Idris 48' | Árbitro(s): Kim Joo-Won | Árbitro(s): Kim Joo-Won |

Hong Kong y Singapur terminaron en los dos primeros lugares, por lo que se jugó un play-off para definir al clasificado a la fase final.
| 12-3-1977 | Singapur | 0–1 | Hong Kong        | National, Singapur   |                      |
|           |          |     | Lau Wing Yip 33' | Árbitro(s): Boskovic | Árbitro(s): Boskovic |

#### Grupo 2
| Equipo          | Pts      | PJ       | PG       | PE       | PP       | GF       | GC       | Dif      |
| --------------- | -------- | -------- | -------- | -------- | -------- | -------- | -------- | -------- |
| Corea del Sur   | 6        | 4        | 2        | 2        | 0        | 4        | 1        | 3        |
| Israel          | 5        | 4        | 2        | 1        | 1        | 5        | 3        | 2        |
| Japón           | 1        | 4        | 0        | 1        | 3        | 0        | 5        | -5       |
| Corea del Norte | Abandonó | Abandonó | Abandonó | Abandonó | Abandonó | Abandonó | Abandonó | Abandonó |

| 27-2-1977 | Israel | 0–0 | Corea del Sur | Ramat Gan, Israel    |  |
|           |        |     |               | Árbitro(s): McGinlay |  |

| 6-3-1977 | Israel                | 2–0 | Japón | Ramat Gan, Israel      |                        |
|          | Machnes 43' · Bar 57' |     |       | Árbitro(s): Kitabdjian | Árbitro(s): Kitabdjian |

| 10-3-1977                                 | Japón | 0–2 | Israel                   | Ramat Gan, Israel   |                     |
|                                           |       |     | Machnes 41' · Peretz 54' | Árbitro(s): Verbeke | Árbitro(s): Verbeke |
| Japón jugó su partido de local en Israel. |       |     |                          |                     |                     |

| 20-3-1977 | Corea del Sur                                          | 3–1 | Israel        | Seoul, Corea del Sur |  |
|           | Cha Bum-Kun 23' · Park Sang-In 86' · Choi Jong-Duk 88' |     | Malmilian 76' |                      |  |

| 26-3-1977 | Japón | 0–0 | Corea del Sur | Tokio, Japón            |  |
|           |       |     |               | Árbitro(s): Kathiravalc |  |

| 3-4-1977 | Corea del Sur          | 1–0 | Japón | Seoul, Corea del Sur      |                           |
|          | Cha Bum-Kun 84' (pen.) |     |       | Árbitro(s): Zainal Abidin | Árbitro(s): Zainal Abidin |

#### Grupo 3
| Equipo         | Pts      | PJ       | PG       | PE       | PP       | GF       | GC       | Dif      |
| -------------- | -------- | -------- | -------- | -------- | -------- | -------- | -------- | -------- |
| Irán           | 8        | 4        | 4        | 0        | 0        | 8        | 0        | 8        |
| Arabia Saudita | 2        | 4        | 1        | 0        | 3        | 3        | 7        | -4       |
| Siria          | 2        | 4        | 1        | 0        | 3        | 2        | 6        | -4       |
| Irak           | Abandonó | Abandonó | Abandonó | Abandonó | Abandonó | Abandonó | Abandonó | Abandonó |

| 12-11-1976 | Arabia Saudita              | 2–0 | Siria | Prince Abdullah Al Faisal Stadium, Jeddah |                        |
|            | Al Fahad 22' · Bo Saeed 54' |     |       | Árbitro(s): Dörflinger                    | Árbitro(s): Dörflinger |

| 26-11-1976 | Siria                     | 2–1 | Arabia Saudita | Abbasiyyin Stadium, Damasco, Siria |                     |
|            | Al Katbi 36' · Khouri 82' |     | Ghani 44'      | Árbitro(s): Babacan                | Árbitro(s): Babacan |

| 7-1-1977 | Arabia Saudita | 0–3 | Irán                          | Youth Welfare Stadium in Al-Malaz, Riad, Arabia Saudita |                      |
|          |                |     | Mazloumi 16' 78' · Roshan 62' | Árbitro(s): Linemayr                                    | Árbitro(s): Linemayr |

| 28-1-1977 | Siria | 0–1     | Irán       | Abbasiyyin Stadium, Damasco, Siria                       |                                                          |
|           |       | Reporte | Parvin 36' | Asistencia: 22,000 espectadores Árbitro(s): Robert Fratz | Asistencia: 22,000 espectadores Árbitro(s): Robert Fratz |

| 6-4-1977                                                                   | Irán | 2 – 0 (w/o) | Siria    | Tajgozari Stadium, Shiraz, Irán |  |
|                                                                            |      |             | Abandonó |                                 |  |
| Siria abandonó la eliminatoria. Se le acreditó la victoria a Irán por 2-0. |      |             |          |                                 |  |

| 22-4-1977 | Irán                       | 2–0 | Arabia Saudita | Tajgozari Stadium, Shiraz, Irán |                        |
|           | Yousifi 10' · Shareefi 84' |     |                | Árbitro(s): Dörflinger          | Árbitro(s): Dörflinger |

#### Grupo 4
| Equipo                 | Pts      | PJ       | PG       | PE       | PP       | GF       | GC       | Dif      |
| ---------------------- | -------- | -------- | -------- | -------- | -------- | -------- | -------- | -------- |
| Kuwait                 | 8        | 4        | 4        | 0        | 0        | 10       | 2        | +8       |
| Baréin                 | 2        | 4        | 1        | 0        | 3        | 4        | 6        | -2       |
| Catar                  | 2        | 4        | 1        | 0        | 3        | 3        | 9        | -6       |
| Emiratos Árabes Unidos | Abandonó | Abandonó | Abandonó | Abandonó | Abandonó | Abandonó | Abandonó | Abandonó |

| 11-3-1977 | Baréin | 0–2 | Kuwait                 | Doha, Catar           |                       |
|           |        |     | Kameel 5' · Yaqoub 21' | Árbitro(s): Partridge | Árbitro(s): Partridge |

| 13-3-1977 | Catar                       | 2–0 | Baréin | Doha, Catar              |                          |
|           | Bekhit 40' · Al Suwaidi 62' |     |        | Árbitro(s): Hungerbühler | Árbitro(s): Hungerbühler |

| 15-3-1977 | Catar | 0–2 | Kuwait                     | Doha, Catar        |                    |
|           |       |     | Yaqoub 28' · Al-Anberi 68' | Árbitro(s): Ohmsen | Árbitro(s): Ohmsen |

| 17-3-1977 | Baréin    | 1–2 | Kuwait                                 | Doha, Catar                   |                               |
|           | Shaqr 73' |     | Al-Anberi 33' · Al Duraihem 56' (pen.) | Árbitro(s): Riccardo Lattanzi | Árbitro(s): Riccardo Lattanzi |

| 19-3-1977 | Catar | 0–3 | Baréin                                         | Doha, Catar           |                       |
|           |       |     | Shaqr 32' · Zowayed 57' · Al Farhan 73' (pen.) | Árbitro(s): Partridge | Árbitro(s): Partridge |

| 21-3-1977 | Catar              | 1–4 | Kuwait                                                 | Doha, Catar                   |                               |
|           | Abubakr 82' (pen.) |     | Yaqoub 10' · Ma'yoof 16' · Al Saleh 24' · Bo Hamad 60' | Árbitro(s): Riccardo Lattanzi | Árbitro(s): Riccardo Lattanzi |

### Grupo 1
| Equipo        | Pts | PJ | PG | PE | PP | GF | GC | Dif |
| ------------- | --- | -- | -- | -- | -- | -- | -- | --- |
| Australia     | 7   | 4  | 3  | 1  | 0  | 9  | 3  | +6  |
| Nueva Zelanda | 5   | 4  | 2  | 1  | 1  | 14 | 4  | +10 |
| Taiwán        | 0   | 4  | 0  | 0  | 4  | 1  | 17 | -16 |

| 13-3-1977                                                             | Australia                  | 3–0 | Taiwán | Suva, Fiyi            |                       |
|                                                                       | Rooney 8' 46' · Abonyi 16' |     |        | Árbitro(s): Promakash | Árbitro(s): Promakash |
| Los partidos entre Australia y Taiwán se jugaron en una sede neutral. |                            |     |        |                       |                       |

| 16-3-1977                                                             | Taiwán            | 1–2 | Australia                | Suva, Fiyi          |                     |
|                                                                       | Chang Kuo Chi 29' |     | Kosmina 35' · Abonyi 58' | Árbitro(s): Getkaew | Árbitro(s): Getkaew |
| Los partidos entre Australia y Taiwán se jugaron en una sede neutral. |                   |     |                          |                     |                     |

| 20-3-1977 | Nueva Zelanda                                               | 6–0 | Taiwán | Auckland, Nueva Zelanda         |                                 |
|           | Nelson 4' 6' 60' · Campbell 16' · Taylor 42' · Weymouth 74' |     |        | Árbitro(s): Govindasamy Suppiah | Árbitro(s): Govindasamy Suppiah |

| 23-3-1977                                           | Taiwán | 0–6 | Nueva Zelanda                                                  | Auckland, Nueva Zelanda |                     |
|                                                     |        |     | Nelson 10' 74' · Sumner 15' 51' 55' · Lo Chih Tsong 71' (a.g.) | Árbitro(s): Dhillon     | Árbitro(s): Dhillon |
| Taiwán jugó su partido de "local" en Nueva Zelanda. |        |     |                                                                |                         |                     |

| 27-3-1977 | Australia                      | 3–1 | Nueva Zelanda | Sídney, Australia        |                          |
|           | Ollerton 60' 80' · Kosmina 72' |     | Nelson 4'     | Árbitro(s): Chan Tam Sun | Árbitro(s): Chan Tam Sun |

| 30-3-1977 | Nueva Zelanda | 1–1 | Australia    | Auckland, Nueva Zelanda     |                             |
|           | Nelson 34'    |     | Ollerton 18' | Árbitro(s): Cheung Kwok Kui | Árbitro(s): Cheung Kwok Kui |

## Repesca AFC y OFC
| Equipo        | Pts | PJ | PG | PE | PP | GF | GC | Dif |
| ------------- | --- | -- | -- | -- | -- | -- | -- | --- |
| Irán          | 14  | 8  | 6  | 2  | 0  | 12 | 3  | +9  |
| Corea del Sur | 10  | 8  | 3  | 4  | 1  | 12 | 8  | +4  |
| Kuwait        | 9   | 8  | 4  | 1  | 3  | 13 | 8  | +5  |
| Australia     | 7   | 8  | 3  | 1  | 4  | 11 | 8  | +3  |
| Hong Kong     | 0   | 8  | 0  | 0  | 8  | 5  | 26 | -21 |

| 19-6-1977 | Hong Kong | 0–2 | Irán                      | Government Stadium, Hong Kong |                     |
|           |           |     | Kazerani 22' · Jahani 77' | Árbitro(s): Gussoni           | Árbitro(s): Gussoni |

| 26-6-1977 | Hong Kong | 0–1 | Corea del Sur   | Government Stadium, Hong Kong |                     |
|           |           |     | Cha Bum-Kun 81' | Árbitro(s): Biwersi           | Árbitro(s): Biwersi |

| 3-7-1977 | Corea del Sur | 0–0 | Irán | Busan Gudeok Stadium, Busan |  |
|          |               |     |      | Árbitro(s): Fute            |  |

| 10-7-1977 | Australia                    | 3–0 | Hong Kong | Adelaida, Australia      |                          |
|           | Kosmina 28' 84' · Barnes 46' |     |           | Árbitro(s): Hungerbühler | Árbitro(s): Hungerbühler |

| 14-8-1977 | Australia | 0–1 | Irán       | Olympic Park Stadium, Melbourne |                    |
|           |           |     | Roshan 70' | Árbitro(s): Wöhrer              | Árbitro(s): Wöhrer |

| 27-8-1977 | Australia       | 2–1 | Corea del Sur   | Sídney, Australia  |                    |
|           | Kosmina 63' 75' |     | Cha Bum-Kun 23' | Árbitro(s): Keizer | Árbitro(s): Keizer |

| 2-10-1977 | Hong Kong         | 1–3 | Kuwait                                    | Government Stadium, Hong Kong |                      |
|           | Chung Chor Wai 9' |     | Al-Dakhil 35' · Yaqoub 52' · Bo Hamad 72' | Árbitro(s): Martínez          | Árbitro(s): Martínez |

| 9-10-1977 | Corea del Sur    | 1–0 | Kuwait | Seoul, Corea del Sur |                    |
|           | Park Sang-In 59' |     |        | Árbitro(s): Ciacci   | Árbitro(s): Ciacci |

| 16-10-1977 | Australia  | 1–2 | Kuwait                     | Sídney, Australia   |                     |
|            | Rooney 83' |     | Kameel 42' · Al-Anberi 49' | Árbitro(s): Vautrot | Árbitro(s): Vautrot |

| 23-10-1977 | Corea del Sur | 0–0 | Australia | Seoul, Corea del Sur |  |
|            |               |     |           | Árbitro(s): Eriksson |  |

| 28-10-1977 | Irán       | 1–0 | Kuwait | Aryamehr Stadium, Tehran |                    |
|            | Jahani 48' |     |        | Árbitro(s): Thomas       | Árbitro(s): Thomas |

| 30-10-1977 | Hong Kong                                 | 2–5 | Australia                                              | Government Stadium, Hong Kong |                    |
|            | Tang Hung Cheong 65' · Chung Chor Wai 80' |     | Ollerton 19' 31' 65' · Abonyi 39' (pen.) · Bennett 85' | Árbitro(s): Ponnet            | Árbitro(s): Ponnet |

| 5-11-1977 | Kuwait                       | 2–2 | Corea del Sur                       | Al Kuwait Sports Club Stadium, Kuwait City |                    |
|           | Al-Dakhil 47' · Bo Abbas 76' |     | Cha Bum-Kun 18' · Choi Jong-Duk 82' | Árbitro(s): Dubach                         | Árbitro(s): Dubach |

| 11-11-1977 | Irán           | 2–2 | Corea del Sur         | Aryamehr Stadium, Tehran |                       |
|            | Roshan 52' 68' |     | Lee Young-Moo 28' 88' | Árbitro(s): Partridge    | Árbitro(s): Partridge |

| 12-11-1977 | Kuwait                                        | 4–0 | Hong Kong | Al Kuwait Sports Club Stadium, Kuwait City |                    |
|            | Al-Dakhil 3' 17' · Al-Anberi 45' · Kameel 80' |     |           | Árbitro(s): Victor                         | Árbitro(s): Victor |

| 18-11-1977 | Irán                         | 3–0 | Hong Kong | Aryamehr Stadium, Tehran |                  |
|            | Jahani 3' 35' · Kazerani 19' |     |           | Árbitro(s): Raus         | Árbitro(s): Raus |

| 19-11-1977 | Kuwait        | 1–0 | Australia | Al Kuwait Sports Club Stadium, Kuwait City |                   |
|            | Al-Dakhil 52' |     |           | Árbitro(s): Bucek                          | Árbitro(s): Bucek |

| 25-11-1977 | Irán       | 1–0 | Australia | Aryamehr Stadium, Tehran |                        |
|            | Jahani 44' |     |           | Árbitro(s): Kitabdjian   | Árbitro(s): Kitabdjian |

| 3-12-1977 | Kuwait        | 1–2 | Irán                     | Al Kuwait Sports Club Stadium, Kuwait City |                    |
|           | Al-Dakhil 14' |     | Fariba 48' · Khabiri 59' | Árbitro(s): Wright                         | Árbitro(s): Wright |

| 4-12-1977 | Corea del Sur                                                              | 5–2 | Hong Kong                           | Seoul, Corea del Sur |                      |
|           | Kim Ho-Kon 22' · Huh Jung-Moo 43' · Kim Jae-Han 76' 81' · Park Sang-in 89' |     | Kwok Ka Ming 49' · Chan Fat Chi 79' | Árbitro(s): Aldinger | Árbitro(s): Aldinger |

## Clasificado
| Bandera de Irán |
| Irán            |
| --------------- |